# Vývoj správního členění Skotska
Správní členění Skotska se během historie Skotska několikrát změnilo.
Původní skotská hrabství vzniklá ve středověku byla od 17. století používána i pro účely místní správy až do roku 1975 (členění na 34 tradičních hrabství bylo od roku 1890 modifikováno na tzv. administrativní hrabství, kterých bylo 33).
V roce 1975 bylo podle zákona z roku 1973 vytvořeno jako nejvyšší úroveň místní správy Skotska devět regionů, které na předchozí členění podle hrabství neměly žádnou návaznost.
Od roku 1996 je místní správa ve Skotsku členěna na 32 správních oblastí.

## Tradiční hrabství
Skotsko se původně členilo na 34 hrabství. Dodnes mají velký význam pro skotskou historii a kulturu, a do roku 1889 to byly také správní celky. V roce 1890 byly nahrazeny modifikovaným členěním na administrativní hrabství.
| Skotská tradiční hrabství | |  |
| 1. Caithness 2. Sutherland 3. Ross-shire 4. Cromartyshire 5. Inverness-shire 6. Nairnshire 7. Morayshire 8. Banffshire 9. Aberdeenshire 10. Kincardineshire 11. Angus 12. Perthshire 13. Argyll 14. Bute 15. Ayrshire 16. Renfrewshire 17. Dunbartonshire 18. Stirlingshire | 1. Clackmannanshire 2. Kinross-shire 3. Fife 4. Linlithgowshire 5. Hrabství Edinburgh 6. Haddingtonshire 7. Berwickshire 8. Roxburghshire 9. Dumfriesshire 10. Kirkcudbrightshire 11. Wigtownshire 12. Lanarkshire 13. Selkirkshire 14. Peeblesshire Nevyobrazena: Shetlandy Orkneje |  |

## Administrativní hrabství (1890–1975)
Administrativní hrabství byla ustavena roku 1890. Spravovaly je rady hrabství. Podkladem pro vymezení území těchto celků se stala tradiční hrabství, avšak ne zcela přesně. Podstatným rozdílem bylo sloučení hrabství Ross-shire a Cromartyshire do jednotného hrabství Ross and Cromarty. Dále pak s výjimkou hrabství Dunbartonshire došlo ke zrušení všech exkláv. Dalším rozdílem bylo vyčlenění 4 městských hrabství (counties of cities) z jejich původních tradičních hrabství. Jednalo se o města Aberdeen, Dundee, Edinburgh a Glasgow. Na přiložené mapě nejsou vyobrazena jako samostatné celky.
Tyto správní celky byly 16. května 1975 nahrazeny systémem regionů, které pak 1. dubna 1996 nahradily moderní správní oblasti.
| Administrativní hrabství (1890–1975) | |  |
| 1. Caithness 2. Sutherland 3. Ross a Cromarty 4. Inverness-shire 5. Nairnshire 6. Morayshire 7. Banffshire 8. Aberdeenshire 9. Kincardineshire 10. Angus 11. Perthshire 12. Argyll 13. Bute 14. Ayrshire 15. Renfrewshire 16. Dunbartonshire 17. Stirlingshire | 1. Clackmannanshire 2. Kinross-shire 3. Fife 4. Haddingtonshire (od roku 1921 Východní Lothian) 5. Hrabství Edinburgh (od roku 1921 Střední Lothian) 6. Linlithgowshire (od roku 1921 Západní Lothian) 7. Lanarkshire 8. Peeblesshire 9. Selkirkshire 10. Berwickshire 11. Roxburghshire 12. Dumfriesshire 13. Kirkcudbrightshire 14. Wigtownshire Nevyobrazena: Shetlandy Orkneje |  |

## Regiony (1975–1996)
Devět regionů Skotska vzniklo 16. května 1975 na základě skotského aktu o místní správě z roku 1973 jako nejvyšší úroveň místní správy ve Skotsku. Neměly vůbec žádnou návaznost na předchozí administrativní hrabství, která existovala od roku 1889. Každý region byl rozdělen na distrikty, jejichž počet se lišil od 3 do 19.
Regiony vznikly na základě návrhu královské komise z roku 1969.
K jejich zrušení došlo 1. dubna 1996, kdy vznikly současné správní oblasti. Některé z těchto regionů byly rozdělené mezi několik správních oblastí, jiné zůstaly v podstatě zachovány.
Vedle regionů existovaly ještě 3 ostrovní oblasti: Shetlandy, Orkneje, a Západní ostrovy (zahrnující Vnější Hebridy).
| 1. Strathclyde 2. Dumfries a Galloway 3. Borders 4. Lothian 5. Střední 6. Fife 7. Tayside 8. Grampian 9. Highland Nevyobrazeny: - Západní ostrovy - Shetlandy - Orkneje |

| Distrikt              | Region              |
| --------------------- | ------------------- |
| Aberdeen              | Grampian            |
| Angus                 | Tayside             |
| Annandale a Eskdale   | Dumfries a Galloway |
| Argyll a Bute         | Strathclyde         |
| Badenoch a Strathspey | Highland            |
| Banff a Buchan        | Grampian            |
| Bearsden a Milngavie  | Strathclyde         |
| Berwickshire          | Borders             |
| Caithness             | Highland            |
| Clackmannan           | Střední             |
| Clydebank             | Strathclyde         |
| Clydesdale            | Strathclyde         |
| Cumbernauld a Kilsyth | Strathclyde         |
| Cumnock a Doon Valley | Strathclyde         |
| Cunninghame           | Strathclyde         |
| Dumbarton             | Strathclyde         |
| Dundee                | Tayside             |
| Dunfermline           | Fife                |
| Východní Kilbride     | Strathclyde         |
| Východní Lothian      | Lothian             |
| Eastwood              | Strathclyde         |
| Edinburgh             | Lothian             |
| Ettrick a Lauderdale  | Borders             |
| Falkirk               | Střední             |
| Glasgow               | Strathclyde         |
| Gordon                | Grampian            |
| Hamilton              | Strathclyde         |
| Inverclyde            | Strathclyde         |
| Inverness             | Highland            |
| Kilmarnock a Loudoun  | Strathclyde         |
| Kincardine a Deeside  | Grampian            |
| Kirkcaldy             | Fife                |
| Kyle a Carrick        | Strathclyde         |
| Lochaber              | Highland            |
| Střední Lothian       | Lothian             |
| Monklands             | Strathclyde         |
| Moray                 | Grampian            |
| Motherwell            | Strathclyde         |
| Nairn                 | Highland            |
| Nithsdale             | Dumfries a Galloway |
| Severovýchodní Fife   | Fife                |
| Orkneje               |                     |
| Perth a Kinross       | Tayside             |
| Renfrew               | Strathclyde         |
| Ross a Cromarty       | Highland            |
| Roxburgh              | Borders             |
| Shetlandy             |                     |
| Skye a Lochalsh       | Highland            |
| Stewartry             | Dumfries a Galloway |
| Stirling              | Střední             |
| Strathkelvin          | Strathclyde         |
| Sutherland            | Highland            |
| Tweeddale             | Borders             |
| Západní ostrovy       |                     |
| Západní Lothian       | Lothian             |
| Wigtown               | Dumfries a Galloway |

## Správní oblasti Skotska od roku 1996
32 správních oblastí (unitary authorities) existuje ve Skotsku od 1. dubna 1996 na základě skotského aktu o místní správě z roku 1994. Jedná se již jen o jednostupňový systém správního členění a tak zde již neexistují žádné distrikty. Úřady těchto správních oblastí tak nyní plní všechny funkce, které předtím vykonávaly úřady bývalých regionů i distriktů.
| 1. Inverclyde 2. Renfrewshire 3. Západní Dunbartonshire 4. Východní Dunbartonshire 5. Glasgow 6. Východní Renfrewshire 7. Severní Lanarkshire 8. Falkirk 9. Západní Lothian 10. Edinburgh 11. Střední Lothian 12. Východní Lothian 13. Clackmannanshire 14. Fife 15. Dundee 16. Aberdeenshire | 1. Angus 2. Aberdeen 3. Moray 4. Highland 5. Západní ostrovy 6. Argyll a Bute 7. Perth a Kinross 8. Stirling 9. Severní Ayrshire 10. Východní Ayrshire 11. Jižní Ayrshire 12. Dumfries a Galloway 13. Jižní Lanarkshire 14. Scottish Borders 15. Orkneje 16. Shetlandy |  |

### Statistika
| "Pevninské" Skotsko        | Rozloha (km²) | Obyvatel (2001) | Hustota zalidnění (na km²) |
| -------------------------- | ------------- | --------------- | -------------------------- |
| Aberdeen                   | 182           | 212,125         | 1164                       |
| Aberdeenshire              | 6317          | 226,871         | 36                         |
| Angus                      | 2184          | 108,400         | 50                         |
| Argyll a Bute              | 7023          | 91,306          | 13                         |
| Clackmannanshire           | 158           | 48,077          | 304                        |
| Dumfries a Galloway        | 6446          | 147,765         | 23                         |
| Dundee                     | 55            | 145,663         | 2648                       |
| Východní Ayrshire          | 1275          | 120,235         | 94                         |
| Východní Dunbartonshire    | 176           | 108,243         | 617                        |
| Východní Lothian           | 666           | 90,088          | 135                        |
| Východní Renfrewshire      | 168           | 89,311          | 532                        |
| Edinburgh                  | 260           | 448,624         | 1725                       |
| Falkirk                    | 293           | 145,191         | 496                        |
| Fife                       | 1340          | 349,429         | 261                        |
| Glasgow                    | 175           | 577,869         | 3307                       |
| Highland                   | 26,119        | 208,914         | 8                          |
| Inverclyde                 | 167           | 84,203          | 503                        |
| Střední Lothian            | 350           | 80,941          | 231                        |
| Moray                      | 2237          | 86,940          | 39                         |
| Severní Ayrshire           | 888           | 135,817         | 153                        |
| Severní Lanarkshire        | 476           | 321,067         | 674                        |
| Perth a Kinross            | 5395          | 134,949         | 25                         |
| Renfrewshire               | 263           | 172,867         | 659                        |
| Scottish Borders           | 4727          | 106,764         | 23                         |
| Jižní Ayrshire             | 1230          | 112,097         | 93                         |
| Jižní Lanarkshire          | 1778          | 302,216         | 170                        |
| Stirling                   | 2243          | 86,212          | 38                         |
| Západní Dunbartonshire     | 176           | 93,378          | 531                        |
| Západní Lothian            | 427           | 158,714         | 372                        |
| „Pevninské“ Skotsko celkem | 73,193        | 4,994,276       | 68                         |
| Ostrovy                    |               |                 |                            |
| Orkneje                    | 1025          | 19,245          | 19                         |
| Shetlandy                  | 1471          | 21,988          | 15                         |
| Západní ostrovy            | 3070          | 26,502          | 9                          |
| Ostrovy celkem             | 5566          | 67,735          | 12                         |
| Skotsko celkem             | 78,759        | 5,062,011       | 64                         |